# Aardbeving Yunnan maart 2011
De aardbeving in Yunnan (China) van maart 2011 was een aardbeving met een kracht van 5,5 - 5,8 op de schaal van Richter op 10 maart 2011 om 12:58 plaatselijke tijd met het epicentrum in Yingjiang County, Yunnan, China vlak bij de grens met Myanmar 26 mensen vonden de dood en 313 mensen raakten gewond, waarvan 133 zwaargewond. Het Chinese persbureau Xinhua meldde dat er zeven naschokken zijn geweest, tot een magnitude van 4,7, waardoor er 127.000 mensen zijn geëvacueerd naar nabijgelegen opvanggelegenheden. De aardbeving volgde op meer dan 1000 kleinere aardbevingen in de voorafgaande twee maanden. Volgens schaderapporten zijn er 1039 gebouwen verwoest en 4994 ernstig beschadigd. De aardbeving deed zich voor een dag voor de veel zwaardere aardbeving in Japan, die ook een tsunami veroorzaakte.

## Schade en slachtoffers
Het epicentrum was 2 km van het centrum van de gemeente, welke een bevolking van 270.000 personen telt en diverse Chinese minderheden huisvest. Het nieuws op de staatstelevisie meldde dat er 1200 woningen en appartementen zijn ingestort en dat er rond de 17.500 ernstig zijn beschadigd. In de wijde omgeving had men last van stroomuitval door de aardbeving en de diverse naschokken. Het is onbekend of er in Myanmar gewonden zijn en/of er schade is. Hoewel er stroomuitval was bleef de telecommunicatie werken na de aardbeving. Ongeveer 127.100 mensen zijn geëvacueerd vanuit Yingjiang na de aardbeving, welke een totaal van 344.600 inwoners trof.
China Central Television liet beelden zien van beschadigde gebouwen en veel puin met politieagenten die het verkeer probeerden te regelen in een chaotische straat. Een inwoner meldde de omvang van de schade aan de BBC : "de helft van een supermarkt is ingestort. Drie andere grote gebouwen in de buurt zijn ook zeer ernstig beschadigd" en "de muren van bijna alle gebouwen zijn ingestort."
In deze omgeving waren de voorgaande twee maanden al veel kleinere bevingen waardoor er al schade was ontstaan aan veel gebouwen. Een seismoloog legde uit dat de kracht van de aardbeving voldoende was om de reeds beschadigde gebouwen in te laten storten.

## Reactie
Chinese media meldden dat er 5000 tenten, 10000 dekens en bijna 1000 militairen naar de regio gestuurd zijn om te helpen. Het Rode Kruis van Macau bood 200.000 RMB aan het hulpfonds voor de aardbeving aan. Persbureau Xinhua beschreef de regio als "aardbevingsgevoelig gebied" omdat er al duizenden bevingen de afgelopen maanden zijn geweest. Er waren vele naschokken tijdens de reddingsactie door brandweermannen en andere hulpverleners. De regering van China maakte op 11 maart 55 miljoen yuan vrij voor de hulpverlening terwijl het ministerie van financiën 50 miljoen yuan voor het herstellen van de infrastructuur vrijmaakte. De aardbeving zorgt ook voor een vertraging in een project voor de bouw van een 180000-kW zware waterkrachtcentralein de Salween-vallei.